# Вайраатеа

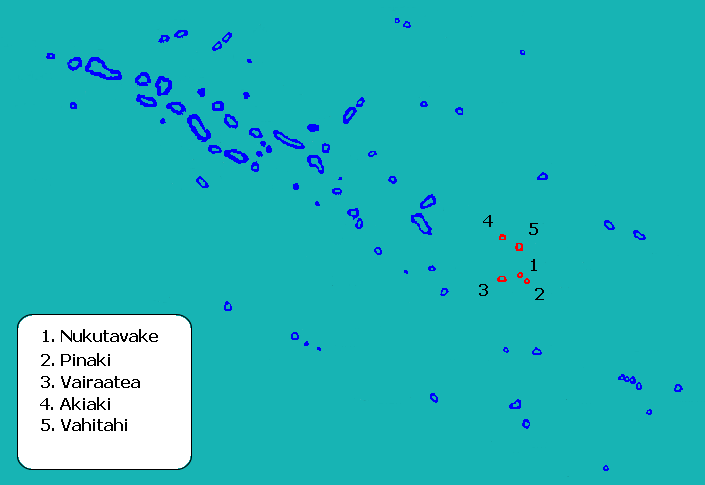
Розташування Вайраатеа в межах архіпелагу Туамоту

Вайраатеа — невеликий атол групи Туамоту у Французькій Полінезії. Географічно атол Вайраатеа є частиною східно-центральної підгрупи Туамоту, яка включає Ахунуї, Аману, Фангатау, Хао та Нукутаваке. Нукутаваке, найближча суша, яка лежить за 41 км на схід.
Довжина атолу Вайраатеа становить 8 км, а його ширина — приблизно 4 км. Його риф має орієнтовно трикутну форму. На ньому є два довгих острови. Риф повністю охоплює лагуну 13 км2. Висадка на цьому атолі складна через прибій і відсутність безпечної стоянки.
У 1989 році Вайраатеа була населена вісьмома сім'ями, які жили в селі на північній частині Пука-Рунга, єдиного населеного острова. Згідно з переписом 2012 року, у Вайраатеа проживало 57 осіб, порівняно з 70 у 1996 році.

## Історія
Першим європейцем, який прибув до Вайраатеа, був іспанський дослідник Педро Фернандес де Кірос 9 лютого 1606 року. Він назвав цей атол Сан-Мігель-Арканхель. Однак його капітани Прадо-і-Товар і Ваес де Торрес називають його Санта-Полонією, оскільки його побачили в день вшанування цього християнського мученика.
Англієць Самюель Волліс відвідав Вайраатеа в 1767 році. Він назвав його «Лорд Егмонт». На деяких картах він також відображається як «Industriel».

## Адміністрація
Адміністративно Вайраатеа входить до складу комуни Нукутаваке.